# 菲律宾马尼拉圣殿
菲律宾马尼拉圣殿是耶稣基督后期圣徒教会第29个圣殿，位于菲律宾马尼拉大都会区的奎松市。
1981年4月1日，宣布在菲律宾修建圣殿。1982年8月25日举行奠基仪式。
1984年9月25日，戈登‧兴格莱（Gordon B. Hinckley）会长主持奉献仪式。该圣殿有4个教仪室和3个印证室。